# Pinus cubensis
Espèce
Synonymes
- Pinus maestrensis Bisse, 1975

Statut de conservation UICN

 LC  : Préoccupation mineure
Pinus cubensis est une espèce de conifères de la famille des Pinaceae endémique de Cuba.

## Répartition

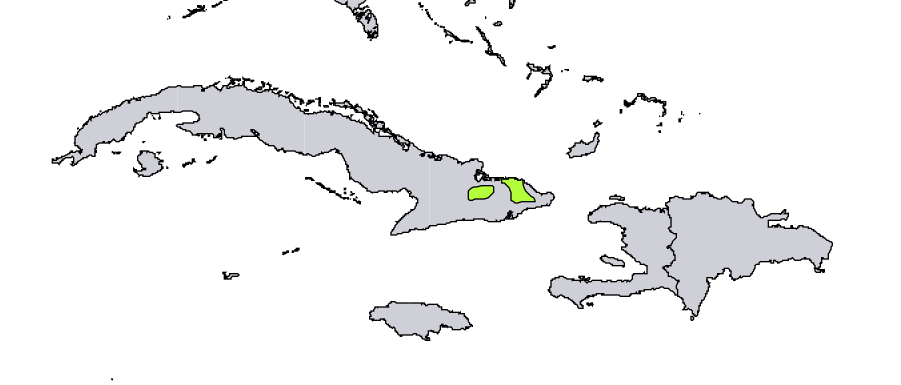
Carte de répartition de Pinus cubensis.

Pinus cubensis pousse dans l’est de l’île de Cuba.

## Liste des sous-espèces et variétés
Selon Tropicos (10 août 2014) (Attention liste brute contenant possiblement des synonymes) :
- sous-espèce Pinus cubensis subsp. maestrensis (Bisse) Silba
- variété Pinus cubensis var. anomala Rowlee
- variété Pinus cubensis var. cubensis
- variété Pinus cubensis var. terthrocarpa Griseb.